# Cantonul Arudy
Cantonul Arudy este un canton din arondismentul Oloron-Sainte-Marie, departamentul Pyrénées-Atlantiques, regiunea Aquitania, Franța.

## Comune
- Arudy (reședință)
- Bescat
- Buzy
- Castet
- Izeste
- Louvie-Juzon
- Lys
- Rébénacq
- Sainte-Colome
- Sévignacq-Meyracq